# Beskoljenka
Beskoljenka (lat. Molinia) je manji biljni rod iz poorodice trava. Postoje dvije priznate vrste iz umjerene Euroazije (uključujući europski dio Rusije, Kavkaz, Kazahstan, Sibir), Sjeverne Amerike i Etiopije.
U Hrvatskoj rastu obje vrste.

## Vrste
1. Molinia arundinacea Schrank
2. Molinia caerulea (L.) Moench